# Твін-Валлі (Міннесота)
Твін-Валлі (англ. Twin Valley) — місто (англ. city) в США, в окрузі Норман штату Міннесота. Населення — 723 особи (2020).

## Географія
Твін-Валлі розташований за координатами 47°15′32″ пн. ш. 96°15′32″ зх. д. / 47.25889° пн. ш. 96.25889° зх. д. (47.258798, -96.258935).  За даними Бюро перепису населення США в 2010 році місто мало площу 2,25 км², уся площа — суходіл.

## Демографія
Згідно з переписом 2010 року, у місті мешкала 821 особа в 357 домогосподарствах у складі 193 родин. Густота населення становила 365 осіб/км².  Було 431 помешкання (192/км²).
Расовий склад населення:
| - 94,4 % — білих - 3,2 % — корінних американців |

До двох чи більше рас належало 1,7 %. Частка іспаномовних становила 2,1 % від усіх жителів.
За віковим діапазоном населення розподілялося таким чином: 24,2 % — особи молодші 18 років, 46,1 % — особи у віці 18—64 років, 29,7 % — особи у віці 65 років та старші. Медіана віку мешканця становила 46,8 року. На 100 осіб жіночої статі у місті припадало 94,1 чоловіків;  на 100 жінок у віці від 18 років та старших — 86,8 чоловіків також старших 18 років.
Середній дохід на одне домашнє господарство  становив 39 851 долар США (медіана — 35 703), а середній дохід на одну сім'ю — 52 058 доларів (медіана — 48 672). Медіана доходів становила 34 853 долари для чоловіків та 30 625 доларів для жінок. За межею бідності перебувало 24,8 % осіб, у тому числі 42,7 % дітей у віці до 18 років та 12,4 % осіб у віці 65 років та старших.
Цивільне працевлаштоване населення становило 276 осіб. Основні галузі зайнятості: освіта, охорона здоров'я та соціальна допомога — 33,3 %, мистецтво, розваги та відпочинок — 13,8 %, будівництво — 9,4 %, роздрібна торгівля — 6,5 %.